# Liste d'entités territoriales autonomes

Carte politique du monde ; les pays présentant au moins une entité territoriale autonome sont indiqués en vert.

Cette liste recense les entités territoriales possèdent un certain degré d'autonomie.

## Méthodologie
Une entité autonome est définie comme une subdivision d'un pays qui possède un degré d'autonomie territoriale ou qui est libre vis-à-vis d'une autorité externe. Typiquement, cela concerne des entités géographiquement distantes ou habitées par des minorités.
La liste ci-dessous inclut les zones qui bénéficient d'une reconnaissance diplomatique large. La définition d'un territoire autonome varie d'un pays à l'autre et la liste inclut les termes officiels employés.

## Territoires autonomes
- Azerbaïdjan :
  - République autonome (muxtar respublikası) : Nakhitchevan

- République populaire de Chine :
  - Régions autonomes (自治区, zìzhìqū) : Guangxi, Mongolie-Intérieure, Ningxia, Tibet, Xinjiang ;
  - Régions administratives spéciales (特別行政區, tèbié xíngzhèngqū) : Hong Kong, Macao ;
  - Préfectures autonomes (自治州, zìzhìzhōu) : 30 ;
  - Xians autonomes (自治县, zìzhìxiàn) : 117 ;
  - Bannières autonomes de Mongolie-Intérieure (自治旗, zìzhìqí) : Evenk, Morin, Oroqin.

- Corée du Sud :
  - Province autonome (특별자치도, teukbyeol jachido) : Jeju-do

- Danemark :
  - Régions autonomes : îles Féroé, Groenland

- Finlande :
  - Province autonome (ou État libre associé) (Landskapet ou Maakunta) : Åland

- France :
  - Collectivité d'outre-mer et pays d'outre-mer :  Polynésie française
  - Collectivité sui generis d'outre-mer :  Nouvelle-Calédonie
  - Collectivité territoriale unique à statut spécifique :  Corse

- Géorgie :
  - Républiques autonomes (Avtonomiuri Respublika) : Abkhazie, Adjarie
  - Entité administrative provisoire : Ossétie du Sud

- Grèce :
  - État monastique autonome : Mont Athos

- Indonésie :
  - Régions spéciales (daerah istimewa) : Aceh, Jakarta, Papouasie, Papouasie occidentale, Yogyakarta

- Irak :
  - Région autonome : Kurdistan

- Italie :
  - Régions à statut spécial (regione a statuto speciale) : Frioul-Vénétie Julienne, Sardaigne, Sicile, Trentin-Haut-Adige, Vallée d'Aoste

- Maurice :
  - Province autonome (autonomous province) : Rodrigues

- Moldavie :
  - Unités territoriales autonomes (unitate teritorială autonomă) : Gagaouzie, Transnistrie

- Nicaragua :
  - Régions autonomes (regione autónoma) : Atlántico Norte, Atlántico Sur

- Ouzbékistan :
  - République (respublika) : Karakalpakstan

- Pakistan :
  - Région autonome : Azad Cachemire, Gilgit-Baltistan

- Panama :
  - Territoires autonomes (comarca) : Emberá-Wounaan, Kuna de Madugandí, Kuna de Wargandí, Guna Yala, Ngöbe-Buglé, Naso Tjër Di

- Papouasie-Nouvelle-Guinée :
  - Région autonome : (autonomous region) : Bougainville

- Philippines :
  - Région autonome (autonomous region) : Région autonome de Bangsamoro

- Portugal :
  - Régions autonomes (região autónoma) : Açores, Madère

- Royaume-Uni :
  - Nations constitutives (constituent country) : Angleterre, Irlande du Nord, Écosse, Pays de Galles
  - Dépendances de la couronne (crown dependency, pas membres du Royaume-Uni) : Guernesey, île de Man, Jersey

- Russie :
  - Républiques (республика, respublika) : Adyguée, Altaï, Bachkirie, Bouriatie, Carélie, Daguestan, Ingouchie, Kabardino-Balkarie, Kalmoukie, Karatchaïévo-Tcherkessie, Khakassie, Komis, Maris, Mordovie, République de Sakha, Ossétie-du-Nord-Alanie, Oudmourtie, Tatarstan, Tchétchénie, Tchouvachie, Touva
  - Oblast autonome (автономная область, avtonomnaya oblast) : Oblast autonome juif
  - Districts autonomes (Автономный округ, 'avtonomny okrug) : Iamalie, Khantys-Mansis, Nénétsie, Tchoukotka

- Sao Tomé-et-Principe :
  - Province (concelho) : Principe

- Serbie :
  - Provinces autonomes (Аутономна Покрајина, Autonomna Pokrajina) : Kosovo et Métochie, Voïvodine

- Soudan :
  - Région autonome : Autorité régionale du Darfour

- Tadjikistan :
  - Province autonome (Вилояти Мухтори, Viloyati Mukhtori) : Haut-Badakhchan

- Tanzanie :
  - Gouvernement révolutionnaire (Jamhuri ya Watu) : Zanzibar

- Ukraine :
  - République autonome (Автономна Республіка, avtonomna respublika) : Crimée

## Autres entités qualifiées d'autonomes
Il existe un certain nombre d'entités qui sont officiellement qualifiées d'« autonomes », mais qui ne possèdent aucune liberté exceptionnelle d'une quelconque autorité externe, ou qui ne peuvent pas prétendre posséder d'autonomie territoriale. Elles sont listées ci-dessous pour plus de clarté.

### Capitales autonomes
- Argentine :
  - Cité autonome (ciudad autonoma) : Buenos Aires

- Cambodge :
  - Municipalité autonome (krong) : Phnom Penh

- Guinée-Bissau :
  - Secteur autonome (sector autónomo) : Région de Bissau

- Indonésie :
  - Région spéciale (daerah istimewa) : Jakarta

- Ouzbékistan :
  - Ville autonome (shahar) : Tachkent

- République centrafricaine :
  - Commune autonome : Bangui

### Autres territoires autonomes
- Bosnie-Herzégovine :
  - Entités (Entitet) : Fédération de Bosnie-et-Herzégovine, République serbe de Bosnie

- Comores :
  - Îles autonomes : Grande Comore, Mohéli

- Espagne :
  - Communautés autonomes (comunidad autónoma) : Andalousie, Aragon, Asturies, îles Baléares, îles Canaries, Cantabrie, Castille-La Manche, Castille-et-León, Catalogne, Estrémadure, Galice, La Rioja, Madrid, Murcie, Navarre, Pays basque, Valence
  - Villes autonomes (ciudad autónoma) : Ceuta, Melilla

- Tokelau :
  - Communautés autonomes (autonomous community) : Atafu, Fakaofo, Nukunonu

### Entités sub-régionales autonomes
- Inde :
  - Districts autonomes (zilla) : Bodoland, Chakma, Garo Hills, Gorkha Hills, Jaintia Hills, Karbi Anglong, Kargil, Khasi Hills, Lai, Leh, Mara, North Cachar, Tripura Tribal Areas

- Italie :
  - Provinces autonomes (Provincia autonoma) : Bolzano, Trente

### Cités indépendantes autonomes
- Cambodge :
  - Municipalités autonomes (ក្រុង, krong) : Phnom Penh, Sihanoukville, Pailin, Kep